# Võnnu, Tartumaa
Võnnu är en ort i Estland. Den ligger i Võnnu kommun och landskapet Tartumaa, i den sydöstra delen av landet, 190 km sydost om huvudstaden Tallinn. Võnnu ligger 42 meter över havet och antalet invånare är 630.
Terrängen runt Võnnu är platt. Runt Võnnu är det glesbefolkat, med 16 invånare per kvadratkilometer. Närmaste större samhälle är Annelinn, 19,5 km nordväst om Võnnu. Omgivningarna runt Võnnu är en mosaik av jordbruksmark och naturlig växtlighet.